# Micii giganți
Micii giganți (titlu original: în engleză Little Giants) este un film american sportiv de familie de comedie din 1994 regizat de Duwayne Dunham. Este scris de James Ferguson, Robert Shallcross, Tommy Swerdlow, Michael Goldberg după o povestire de Ferguson și Robert Shallcross. Rolurile principale au fost interpretate de actorii Rick Moranis și Ed O'Neill ca Danny și Kevin O'Shea, doi frați care trăiesc într-un oraș fictiv din Ohio și care antrenează echipe rivale de Pee-Wee. Filmul a fost produs de Amblin Entertainment și distribuit de Warner Bros. sub sigla lor Warner Bros. Family Entertainment. 

## Distribuție
- Rick Moranis – Danny O'Shea
  - Justin Jon Ross – young Danny O'Shea
- Ed O'Neill – Kevin O'Shea
  - Travis Robertson – young Kevin O'Shea
- Shawna Waldron – Becky (Icebox) O'Shea #56
- Devon Sawa – Junior Floyd, #11
- Todd Bosley – Jake Berman, #99
- Mike Zwiener – Rudy Zolteck, #61
- Danny Pritchett – Tad Simpson, #21
- Troy Simmons – Rashid (Hot Hands) Hanon, #88
- Sam Horrigan – Spike Hammersmith, #32
- Joey Simmirin – Sean Murphy, #48
- Marcus Toji – Marcus (The Toe), #63
- Christopher Walberg – Timmy Moore, #6
- Mathew McCurley – Nubie
- Brian Haley – Mike Hammersmith
- Jon Paul Steuer – Johnny (Viper) Vennaro, #36
- Mary Ellen Trainor – Karen O'Shea
- Susanna Thompson – Patty Floyd
  - Janna Michaels – young Patty Floyd
- Joe Bays – Coach Harold Butz
  - Austin Kottke – young Harold Butz
- Rickey D'Shon Collins – Briggs, #8
- Frank Carl Fisher II. – Billy Patterson
- Eddie Derham – Fast Eddie, #52
- Alexa Vega – Priscilla O'Shea
- Courtney Peldon – Debbie O'Shea
- Harry Shearer – Announcer Cliff Parsons
- Mark Holton – Mr. Zolteck
- Rance Howard – Priest
- Dabbs Greer – Wilbur
- Harry Fleer – Orville
- Pat Crawford Brown – Louise
- John Madden – Himself
- Steve Emtman – Himself
- Bruce Smith – Himself
- Emmitt Smith – Himself
- Tim Brown – Himself